# Knytt (datorspel)
Knytt är ett plattformsspel för PC centrerat kring utforskning. Spelet är freeware och finns tillgängligt för gratis nerladdning från skaparens webbsida. Spelet skapades av Nicklas Nygren, också kallad Nifflas på internet.

## Handling
Spelet kretsar kring Knytt, en liten varelse som blir bortrövad av en utomjording. Rymdskeppet de färdas i träffas av en komet och de kraschlandar på en till synes obebodd planet. Efter kraschen så är rymdskeppet så pass skadat att det inte kan lyfta, Knytt måste bege sig ut i den nya mystiska världen och leta upp de olika delarna som är utspridda över hela planeten. På sitt äventyr skådar Knytt en orörd och mystisk värld. Han upplever skogar, berg, slätter och mörka tunnlar under sin jakt efter raketdelarna.

## Knytt Stories
Knytt Stories är en andlig uppföljare till Knytt. Spelet består av flera småhistorier, men huvudhistorien kretsar kring Juni, en annan knytt. Även Knytt Stories är freeware och går att ladda ner från Nifflas hemsida.